# Мультикультуралізм
Мультикультуралізм — явище суспільного життя, яке полягає в співіснуванні у рамках одного суспільства багатьох культур. Також цим словом називають філософський світогляд і філософську теорію, які стверджують, що наявність у суспільстві багатьох культур — це природний стан суспільного життя і до нього треба ставитись відповідно. З точки зору мультикультуралізму крайністю і відхиленням від норми є намагання утвердити у суспільному житті одну єдину «загальноприйняту» культуру, що часто буває у суспільствах тоталітарного типу.

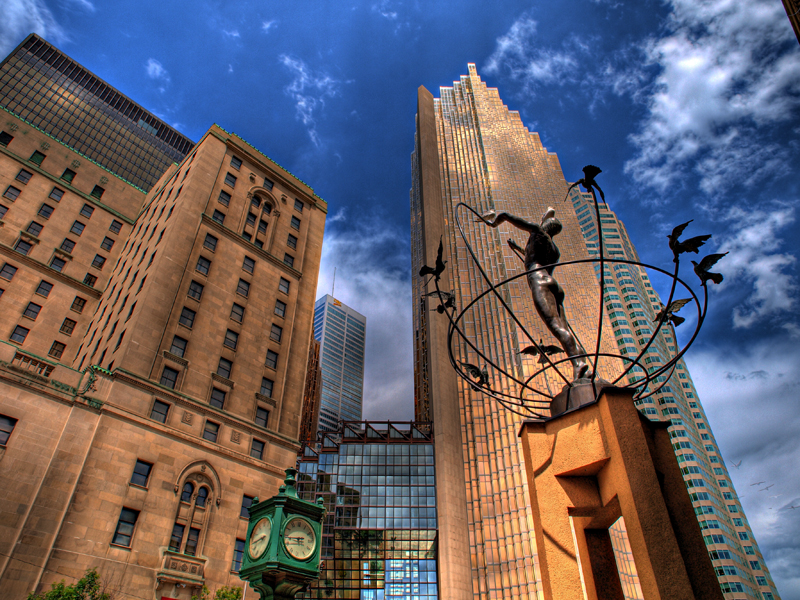
«Монумент мультикультуралізму» Франціско Піреллі у Торонто (Канада). Чотири ідентичні культури знаходиться у Баффало (ПАР), Чанчунь (Китай), Сараєво (Боснія і Герцеговина) та Сіднеї (Австралія)

Вперше прикметник «мультикультурний» використав у 1941 р. Е. Гаскел у творі «Ланс: історія мультикультурного народу» в космополітичному значенні як змішування національностей та розширення ідентичностей. Пізніше, у 1957 р., під іменником «мультикультуралізм» розуміють різноманіття мов та культур (як мультилінгвізм), а з 1962 р. термін «мультикультурний» використовують для опису демографічної ситуації мегаполісів, населених людьми різного культурно-етнічного походження та матеріального достатку.
Мультикультуралізм — один з аспектів толерантності, що полягає у вимозі паралельного існування культур з метою їхнього взаємного проникнення, збагачення та розвитку у загальнолюдському руслі масової культури. Ідея мультикультуралізму висувається головним чином у економічно розвинених країнах Заходу, де спостерігається значний приплив іммігрантів. У сучасній Європі мультикультуралізм передбачає насамперед включення (іноді, навіть насильницьке) до її культурного поля елементів культур іммігрантів із відсталих країн «третього світу». При цьому не враховуються негативні наслідки такого «включення».[⇨]

## Історія
Держави, які втілюють багатокультурні ідеали, існували, можливо, з давніх часів. Імперія Ахеменідів, заснована Киром Великим, провадила політику включення та терпимості до різних культур.
Історичним прикладом мультикультуралізму була Габсбурзька монархія, що розпалася в 1918 році і під дахом якої разом проживали різні етнічні, мовні та релігійні групи. Однією з основ цієї багатовікової державної структури був габсбурзький принцип «живи і дай жити». Наслідки цієї полікультурної політичної системи все ще можна статистично виміряти сьогодні, особливо позитивні відносини довіри між громадянами та владою (так званий Габсбурзький ефект) все ще можна побачити в кожній з країн, територія яких колись входила у Австро-Угорщину.

## Критика

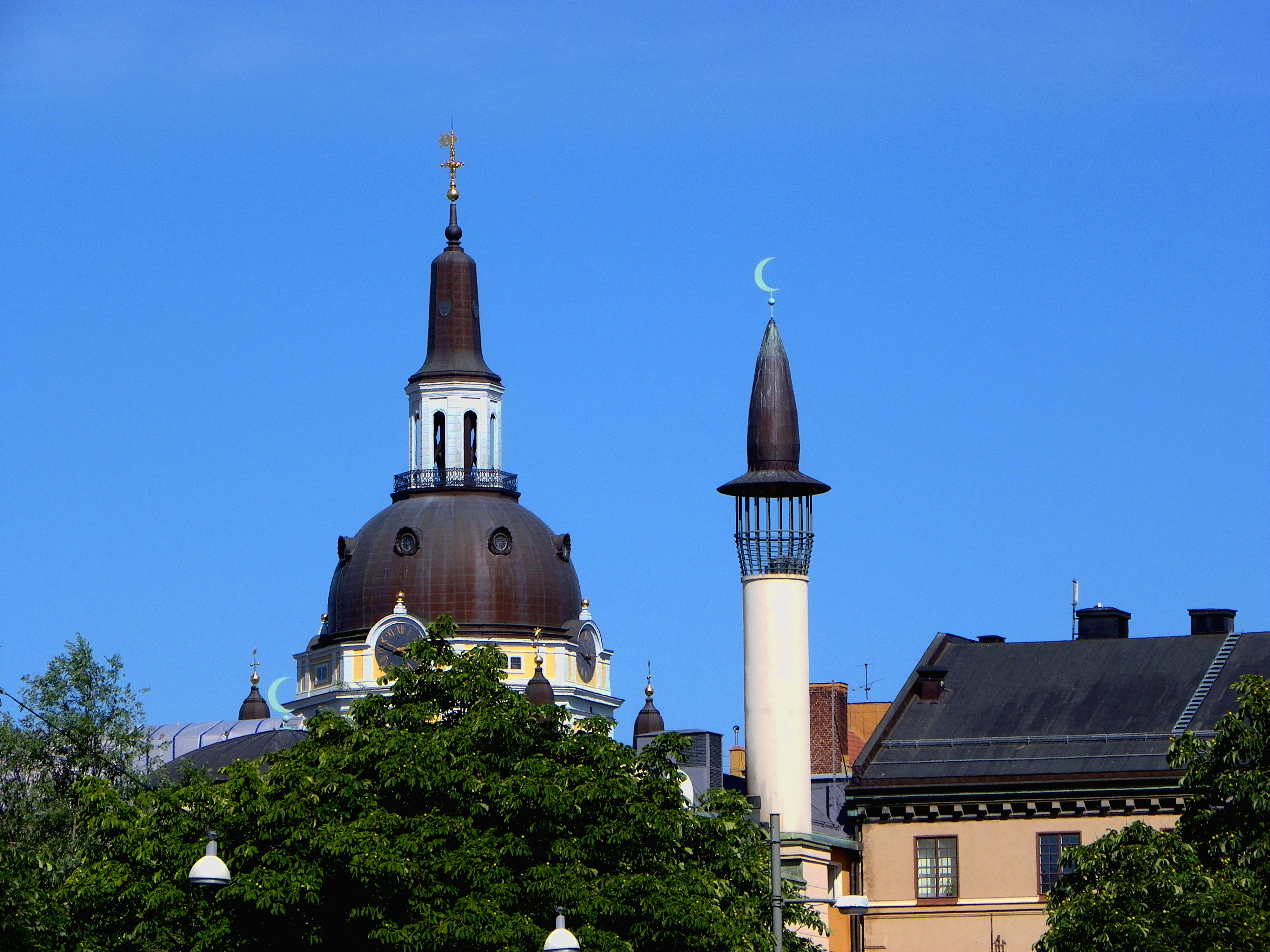
Церква та мінарет у Стокгольмі

Критики мультикультуралізму стверджують, що у результаті виходить повна руйнація багатовікових культурних підвалин, розвинених культурних традицій, оскільки подібне змішання у кращому випадку веде до еклектичного усереднення, оскільки мігранти мають нижчий рівень розвитку, що підвищується, а цільова країна має більш високий рівень розвитку, який падає.
У 2010-і роки низка лідерів європейських країн, які дотримуються правих, правоцентристських і консервативних поглядів (А. Меркель, Д. Кемерон, Н. Саркозі), заявляли, що політика мультикультуралізму у їхніх країнах провалилася.
Оскільки мультикультуралізм захищає групові інтереси і цінності, то він може критикуватися і з боку класичного лібералізму, який ставить на перше місце індивідуальні свободи і права.
Критики мультикультуралізму можуть стояти на позиції культурно-соціальної інтеграції різних етнічних та культурних груп відповідно до існуючих законів та цінностей країни. Крім цього, критики можуть наполягати на асиміляції різних етнічних і культурних груп, що призводить до єдиної національної ідентичності.

### Росія
Постійний представник Росії при НАТО Дмитро Рогозін, виступаючи 8 вересня 2011 року на третьому Світовому політичному форумі в Ярославлі з доповіддю з національного питання, обрушився з критикою на європейську політику мультикультуралізму, де заявив, що толерантність і мультикультуралізм працюють не на інтеграцію чи асиміляцію, а на сегрегацію і створення п'ятої колони Півдня, яка прагне підірвати захід зсередини.
Там же, на Ярославському форумі, виступив із доповіддю голова Конституційного Суду РФ Валерій Зорькін. Він розповів про кризу теорії національної держави та про альтернативну концепцію національно-державної інтеграції різних етнорелігійних груп, що отримала назву мультикультуралізму, а також про її провал.

### Франція
У 2011 році президент Франції Ніколя Саркозі у відповідь на питання про мультикультуралізм під час ефіру на каналі TF1 заявив про повний провал політики мультикультуралізму у Франції: «Так, це провал. Щоправда полягає в тому, що у всіх наших демократіях надто піклуються про ідентичність тих, хто прибуває, і замало — про ідентичність сторони, що приймає. Суспільство, в якому громади співіснують поряд одна з одною, нам не потрібне. Якщо хтось приїжджає до Франції, то він має влитися в єдину спільноту, яка є національною. Якщо хтось із цим не згоден, нехай не приїжджає до Франції. Наші співвітчизники, які сповідують іслам, повинні мати можливість жити і практикувати релігію, як і всі інші наші співгромадяни», що належать іншим конфесіям, «але мова повинна йти лише про французький іслам, а не іслам у Франції».
Крім того, лідер вкрай правих, Марін Ле Пен, в одному зі своїх виступів провела паралель між практикою масових демонстративних молитов мусульман на вулицях французьких міст (організуються для демонстрації численності та внутрішньої солідарності ісламської громади), та нацистською окупацією.

### Норвегія
Норвежець Андерс Брейвік, який зізнався у скоєнні подвійного теракту 22 липня 2011 року, головним об'єктом для своєї критики обрав саме європейську політику мультикультуралізму:
Як мету використання [карабіна, купленого Брейвіком] у заяві я вказав «полювання на оленів», хоча й дуже хотілося написати правду — «кара культурних марксистів і мультикультуралістських зрадників категорії А і Б», просто щоб подивитися реакцію.

### Мультикультуралізм та іслам
У статті літературного журналу Hudson Review Брюс Бавер пише про те, що він бачить, як розвивається відраза до ідеї та політики мультикультуралізму в Європі, особливо в Нідерландах, Данії, Великобританії, Норвегії, Швеції, Австрії, Німеччині та Росії.